# V for Vendetta
|  | Aquest article tracta sobre el còmic. Vegeu-ne altres significats a «V for Vendetta (pel·lícula)». |

V for Vendetta són una sèrie d'historietes realitzades per Alan Moore (guió) i per David Lloyd (concepte, il·lustrador i coguionista) a partir de l'estiu de 1981. Ambientada en un futur proper on, després que una guerra nuclear destrueix gran part del món, un partit feixista anomenat Norsefire (Foc Nòrdic) supremacista i neo-feixista que sorgeix al Regne Unit. Un misteriós anarquista revolucionari anomenat V, ocult darrere una màscara de Guy Fawkes, comença una complexa i sagnant campanya per destruir el feixisme de Norsefire i incitar a la gent a adoptar una societat anàrquica.
Eslògan: Bretanya feixista, 1997. Tots saben que no pots contra el sistema...tots menys V. "Llibertat...Per Sempre."

## Orígens
La idea original va començar el 1975 com una idea del guionista Alan Moore a la revista Hulk Weekly (Hulk Setmanal), en el qual un terrorista transsexual, amb la cara coberta de maquillatge teatral, anomenat "The Doll" ("El Ninot"), s'oposa a un estat  totalitari als anys 80. Però la idea va ser rebutjada pel director de la revista, ja que era completament contrària als còmics de l'època. Alan Moore, tot i això, va col·laborar en el còmic Dr. Who Monthly (Dr. Qui Mensual).
Anys més tard, el 1980, Hulk Weekly havia desaparegut i Moore va ser avisat pel seu amic Dez Skinn per participar en una publicació anomenada Warrior (Guerrer), per la qual va reunir a altres artistes, entre ells a David Lloyd, el qual era famós per la seva sèrie de misteri Noir Nightraven (Corb nocturn), que havia caigut juntament amb Hulk Weekly. A Lloyd se li va demanar crear una nova sèrie de misteri, per a la qual es va reunir amb Alan Moore, amb qui ja havia treballat en Dr. Who Monthly.
Moore va començar a escriure sobre el món de Vendetta, una societat realista de colles a la dècada dels 30. Però a Lloyd no li va agradar aquesta idea, perquè el realisme que Moore pretenia limitaria les concepcions que ell volia per la nova historieta. Més tard, van acordar que el món de Vendetta seria un futur proper. Dez Skinn va aprovar la idea.
Pretenent trencar les tradicions nord-americanes del còmic de la seva època, Moore i Lloyd van acordar que el seu còmic tindria lloc a Anglaterra, i, per les seves creences polítiques similars, sumats a l'ambient Thatcherista contemporani, que la societat del còmic seria una distopia totalitària, per a donar-li al nou heroi un malvat digne. Moore va recordar la seva idea de The Doll, i la va consultar amb Lloyd, però The Doll era massa predicible, típica, i el món futurista on tenia lloc era més cibernètic que feixista. Ambdós van decidir que desenvoluparien quelcom nou.
Mentrestant, Lloyd va dibuixar i va crear una mostra curta d'una tira còmica anomenada Falconbridge per a la revista Pssst, sobre una heroïna llibertària anomenada Evelina Falconbridge, la qual lluitava contra una societat feixista a la recerca de venjança. La historieta tenia un estil artístic diferent a tot el que s'havia vist anteriorment, però era tan radical que Pssst la va rebutjar. Tot i això, Lloyd la va mostrar a Moore, el qual va començar a basar a V for Vendetta un concepte similar, formant una llista d'obres literàries i autors que volia emular, entre les quals destacaven Penedeix-te Arlequí!, va dir el Sr. Tic-Tac, 1984, Fahrenheit 451 i Robin Hood.
Alan Moore va començar a formar el món de V for Vendetta, el qual tenia lloc el 1997. Ja que ell considerava, degut a la mala administració del Partit Conservador, que el Partit Laborista guanyaria les eleccions futures, s'alçaria al poder, trauria les armes nuclears nord-americanes del territori anglès, i així evitaria que Anglaterra s'involucrés en una guerra nuclear. Basat en això, el futur de V for Vendetta mostrava un món després d'una guerra nuclear que havia destruït la major part d'Euro-Àsia i Nord-amèrica, en el qual Anglaterra, tot i ser supervivent, estava en un estat de caos, en el qual el feixisme podia emergir fàcilment.
El títol de la història no va ser idea ni de Moore ni de Lloyd. Moore només tenia títols que ell considerava inútils, però va ser un soci de l'editor Dez Skinn, Graham Marsh, el que va suggerir la 'V for Vendetta. Mentrestant, David Lloyd tenia el concepte que l'heroi s'anomenaria V, i que seria un policia que operaria clandestinament des de la seva agència per conspirar contra el govern. Va dissenyar un V amb aparença ninja, però es va adonar que era, novament, massa tradicional.
Més tard, va pensar de donar-li a V l'aparença d'un "Guy Fawkes ressuscitat", amb una màscara, barret cònic, i una capa fosca, ja que Guy Fawkes és un dels personatges més famosos a Anglaterra. A més d'altres conceptes sobre l'aparença i el comportament de V - entre ells, que mai es revelaria la seva identitat -.
En un curt període ja havien desenvolupat a la resta dels personatges, i ja tenien la intenció que V for Vendetta es dividís en tres llibres. Els primers episodis de V for Vendetta van ser publicats en blanc i negre entre 1982 i 1985 a la Warrior, sent un dels còmics més populars a la revista, i va ser seleccionada per aparèixer a la seva portada en diversos números.
No obstant això, Warrior va ser cancel·lada el 1985, deixant un episodi ja acabat sense publicar. Diverses companyies van tractar de convèncer a Moore i Lloyd de deixar-los publicar i completar la història. Finalment el 1988 DC Comics va publicar una sèrie de deu exemplars, reimpreses a color, i eventualment va continuar amb la sèrie fins a completar-les. El primer material nou va aparèixer a la publicació #7, que incloïa l'episodi sense publicar de Warrior. Tony Weare va dibuixar un capítol extra ("Vincent") i art addicional per a dos més, "Valerie" i "The Vacation". Seve Whitaker i Siobhan Dodds van treballar com a coloristes durant tota la sèrie.
La sèrie completa, incloent un assaig sobre els orígens de V for Vendetta anomenat "Behind the Painted Smile ("Darrere el Somriure Pintat) d'Alan Moore, un pròleg de David Lloyd, i dos interludis, van ser publicats en format de novel·la gràfica als Estats Units per Vertigo i al Regne Unit per Titan Books.
Al text abunden els jocs de paraules, especialment amb la lletra V, i per tant, amb el número 5.

## Sinopsi
Després de la tercera guerra mundial, Anglaterra és presa per l'ultradretà feixista Norsefire i queda sotmesa a un règim totalitari, que controla a la població mitjançant mètodes habituals (policial, propagandístic, etc.) i altres tecnològics (càmeres, micròfons, etc.). Tot i això, un terrorista subversiu que s'autoanomena V i que s'amaga disfressat de Guy Fawkes, no pensa permetre que aquest règim perduri gaire més. A l'inici de la seva campanya, V es troba la jove Evey Hammond, la qual es converteix en la seva millor aliada contra Norsefire.
El tema principal de la història és la batalla convulsiva entre l'anarquia i el feixisme, com les úniques formes de vida política frontals.
La historieta es divideix en tres llibres, i un interludi:
- Llibre 1: Europe After the Reign (Europa després del Regne)
  - Capítol 1: The Villaim (El Dolent)
  - Capítol 2: The Voice (La Veu)
  - Capítol 3: Victims (Víctimes)
  - Capítol 4: Vaudeville
  - Capítol 5: Versions (Versions)
  - Capítol 6: The Vision (La Visió)
  - Capítol 7: Virtue Victorious (Virtut Victoriosa)
  - Capítol 8: The Valley (La Vall)
  - Capítol 9: Violence (Violència)
  - Capítol 10: Venom (Verí)
  - Capítol 11: The Vortex (El Vòrtex)
- Llibre 2: The Vicious Cabaret (El Cabaret agressiu)
  - Preludi: This Vicious Cabaret (Aquest Cabaret agressiu)
  - Capítol 1: The Vanishing (La vetació)
  - Capítol 2: The Veil (El vel)
  - Capítol 3: Video (Vídeo)
  - Capítol 4: A Vocational Viewpoint (Una Vista Vocacional)
  - Capítol 5: The Vacation (Les vacances)
  - Capítol 6: Variety (Varietat)
  - Capítol 7: Visitors (Visitants)
  - Capítol 8: Vengeance (Venjança)
  - Capítol 9: Vicissitude (Visicitut)
  - Capítol 10: Vermin (Virulència)
  - Capítol 11: Valerie
  - Capítol 12: The Verdict (El Veredicte)
  - Capítol 13: Values (Valors)
  - Capítol 14: Vignettes (Vinyetes)
- Interludi
  - Vertigo
  - Vincent
- Llibre 3: The land of Do-As-You-Please (La Terra del Fes-El-Que-Et-Plagui)
  - Pròleg
  - Capítol 1: Vox Populi
  - Capítol 2: Verwirrung
  - Capítol 3: Various Valentines (Diversos Valentins)
  - Capítol 4: Vestiges (Vestigis)
  - Capítol 5: The Valediction (La Valedicció)
  - Capítol 6: Vectors (Vectors)
  - Capítol 7: Vindication (Vindicació)
  - Capítol 8: Vultures (Voltors)
  - Capítol 9: The Vigil (La Vigília)
  - Capítol 10: The Volcano (El Volcà)
  - Capítol 11: Valhalla

## Adaptacions

### Música
David J de la banda Bauhaus, qui ja ha col·laborat amb Moore en altres projectes, va gravar una versió de la cançó del llibre 2, "Aquest Viciós Cabaret", i altres peces inspirades en el còmic, les quals van aparèixer en un disc anomenat V for Vendetta. D'acord amb David, Moore li va proposar la idea de compondre música per a les líriques de la història i, tan sols una hora després de rebre-ho, David ja havia compost la música del capítol sencer. El disc conté només una peça amb líriques (This Vicious Cabaret) i la resta és música instrumental. La llista de cançons inspirades en V de Vendetta és:
- This Vicious Cabaret (Aquest Viciós Cabaret)
- V's Theme (Cançó de V)
- Incidental
- V's Theme (outro) (Cançó de V - sortida)

Un altre grup, de Rhode Island, anomenat V4V (pronunciat V for V en anglès, una referència al títol del còmic) van llançar dos discs, un anomenat "Behind this Mask" ("Darrere aquesta màscara"), i un altre, "Another Mask" ("Una altra màscara") el 2001.
Addicionalment, la banda Jocasta va utilitzar el diàleg de V en la seva cançó, The Land of Do-As-You-Please.

### Teatre
El 7 de desembre del 2000, el grup de teatre suec Stockholms Blodbad va començar una producció teatral d'V for Vendeta, que incloïa multimèdia del còmic, anomenada "Landet där Man Gör Som Man Vill", literalment, "La terra del Fes-El-Que-Et-Plagui.
La banda sonora de l'obra va ser composta, escrita i supervisada per Andreas Alfredsson, i tot i que mai va ser editada en CD, el tema principal pot trobar-se en el lloc oficial Arxivat 2007-05-12 a Wayback Machine. de l'adaptació teatral.

### Pel·lícula
El 2006 els germans Wachowski van produir i escriure el guió per a una adaptació cinematogràfica, dirigida per James Mc Tiegue, amb Hugo Weaving com V i Natalie Portman com Evey Hammond. Aquesta versió ha estat tan criticada com lloada. Per una banda, condensa i omet diverses històries laterals del còmic, fent al líder de Norsefire un mal unidimensional en molts aspectes. Tampoc fa referència directament a la ideologia anarquista de V, cosa que ha provocat que el guionista Alan Moore s'hagi desvinculat completament del projecte.
Per altra banda, l'adaptació ha estat ben rebuda per molts fans, que no la consideren força fidel, sinó més aviat "actualitzada", i manté una atmosfera similar a la del còmic. El creador i il·lustrador David Lloyd, en contrast amb Moore, ha donat suport completament a l'adaptació, marcant que l'entristeix separar-se de Moore en el tema, després d'haver-se unit tant en la creació del còmic.
Entre els canvis del còmic a la pel·lícula, poden marcar-se la falta de referències directes a l'anarquisme, l'omissió de la història sobre Rosemary Almond, una motivació diferent darrere del Camp Larkhill, canvis en els personatges d'Evey Hammond i Gordon Dietrich, i un final diferent.